# Lluciapomaresius ortegai
Lluciapomaresius ortegai is een rechtvleugelig insect uit de familie van de sabelsprinkhanen (Tettigoniidae). De wetenschappelijke naam van deze soort is voor het eerst voorgesteld als Ephippigera ortegai door Joseph Pantel in een publicatie uit 1896.
Deze soort komt voor in de provincies Castellón, Cuenca, Tarragona en Teruel in Oost-Spanje.